# 腰越漁港

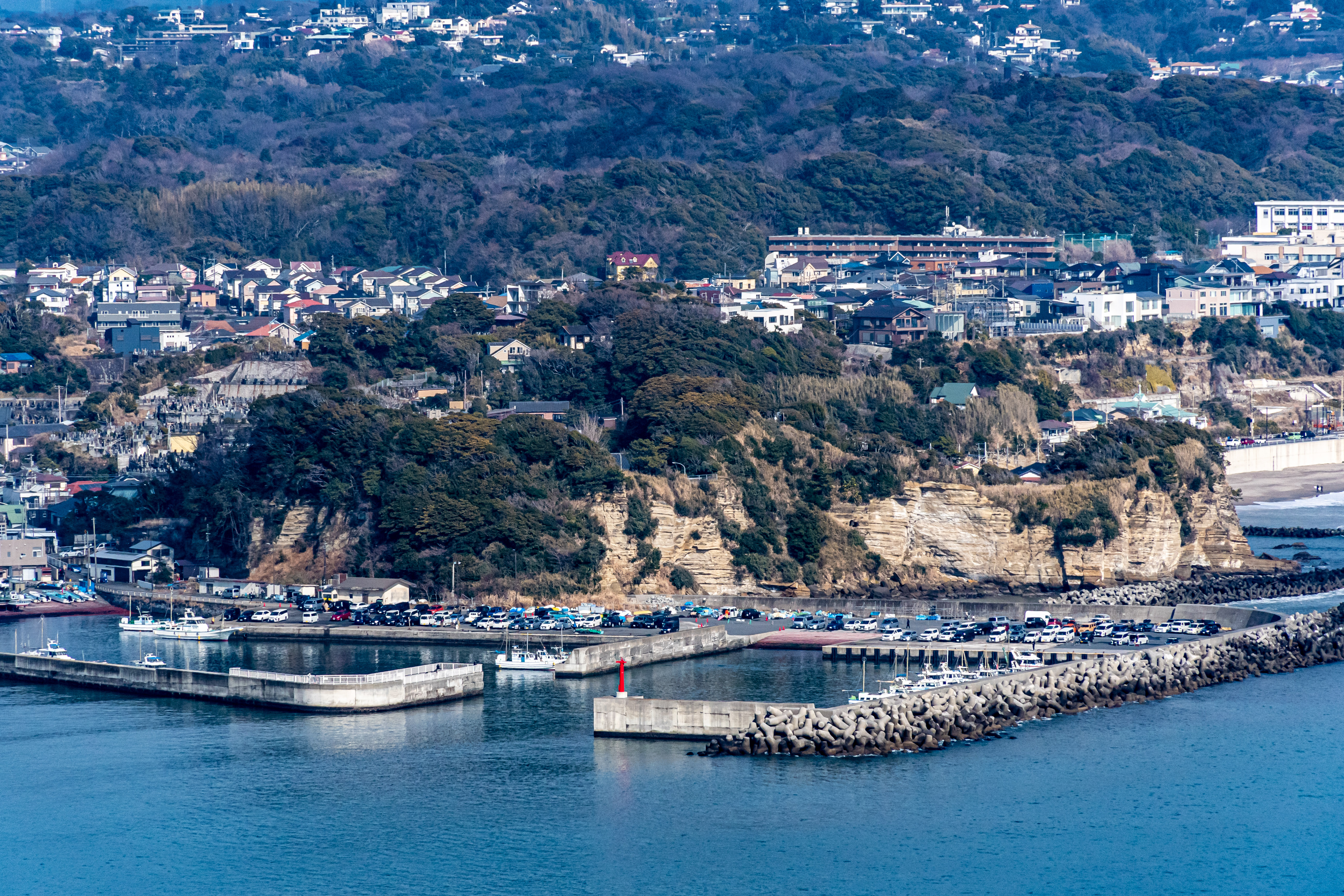
腰越漁港と小動岬（江の島シーキャンドルから、2022年2月撮影）

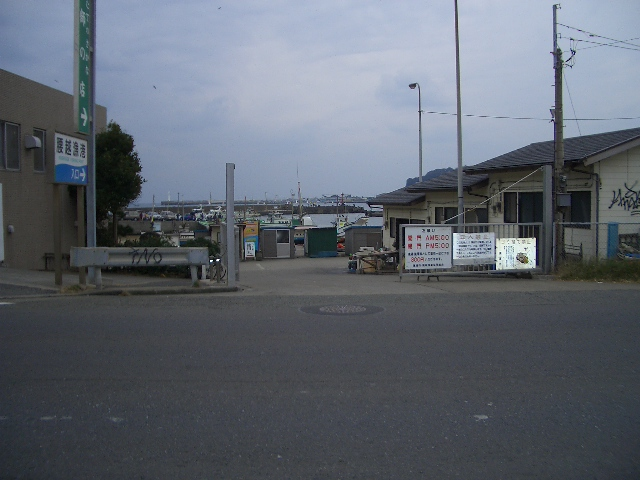
腰越漁港入口（2004年12月19日撮影）

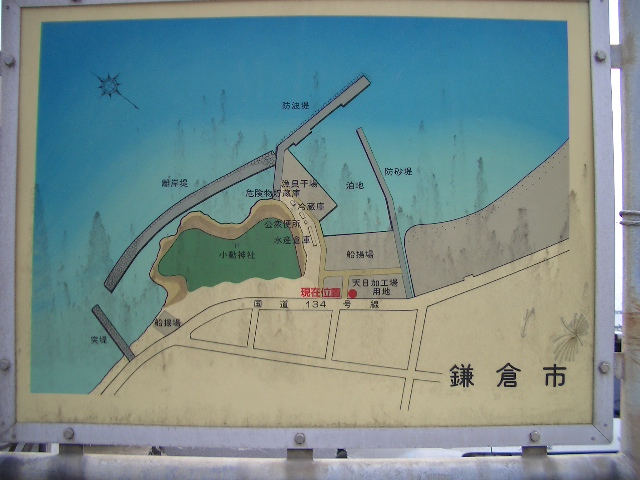
腰越漁港の地図（2004年12月19日撮影）

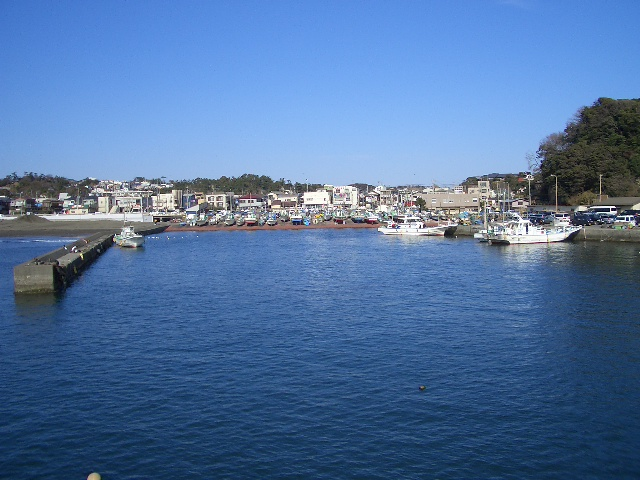
防波堤上から船揚場を望む（2005年1月30日撮影）

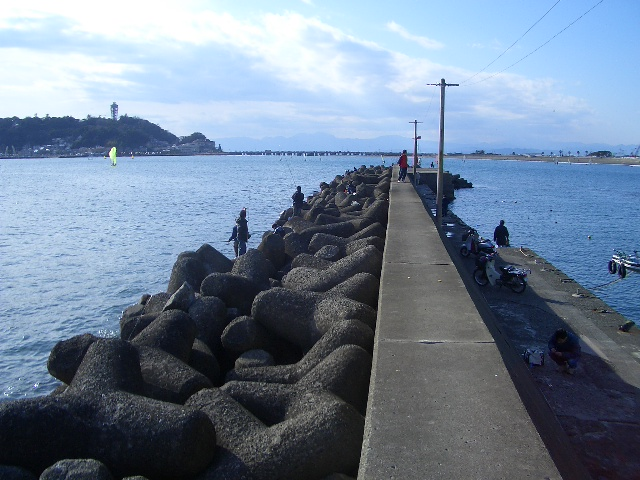
防波堤上で釣りをする人々（2005年1月30日撮影） - 奥に見えるのは江の島。

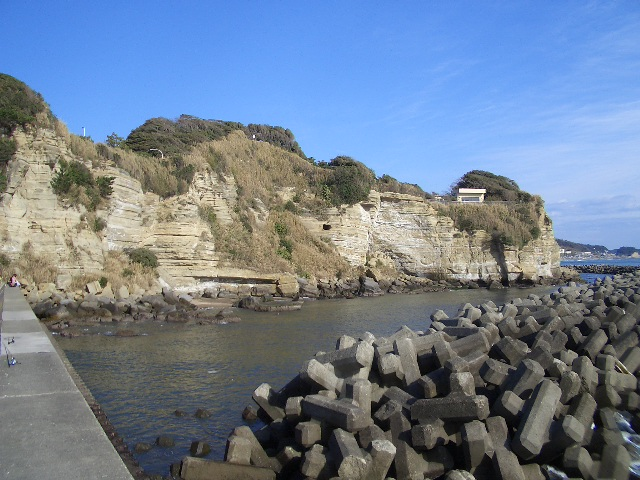
離岸堤と小動岬（2005年1月30日撮影）

腰越漁港（こしごえぎょこう）は、神奈川県鎌倉市腰越二丁目にある第1種漁港である。

## 概要
- 管理者 - 神奈川県鎌倉市市民活動部産業振興課
- 所管庁 - 水産庁
- 漁業協同組合 - 腰越漁業協同組合（本漁港に隣接している。）（以下「腰越漁協」との略記を用いる。）
- 組合員数 - 68名（2001年12月）
- 漁港番号 - 2110100
- 利用漁船隻数 - 92隻（1998年）
- 陸揚げ量 - 166トン（1998年）
- 陸揚げ金額 - 1億2300万円（1998年）

南を相模湾に面しており、西は神戸川（ごうどがわ）を挟んで腰越海水浴場、東は七里ヶ浜とそれぞれ接している。北側の陸地は、港のすぐ目の前を国道134号が通っている。また、港の離岸堤が、小動岬（こゆるぎみさき）を丸ごと覆うように設置されている（画像参照）。港からは江の島を一望することができる。
地元の漁家の船の他に、遊漁船（一般向けの釣り船）も多く、休日には一般の釣り客で賑わっている。防波堤・防砂堤に陣取って釣りをしている一般客も多い（なお、防波堤には、危険防止のため防波堤上での釣りを禁じる旨の警告表示がある）。
毎月第1・第3木曜日の午前10時からは、朝市が行われており、その日の朝に採れたシラスなどの水産品が販売されている。

## 主な漁業・魚種
本漁港では、以下のような漁法が行われている。
- 引き網漁業 - シラス。
- 海面養殖業（藻類） - ワカメ。
- 定置網（小型定置網） - イワシ、アジ、カマス等。
- 採藻業 - ワカメ。
- 釣り（沿岸カツオ一本釣り）

なお、2001年の主な魚種ごとの漁獲高は以下のとおりである。
- シラス - 54トン
- マアジ - 10トン
- ウルメイワシ - 3トン
- カマス - 3トン
- カツオ - 2トン
- トビウオ類 - 2トン
- マイワシ - 1トン
- カタクチイワシ - 1トン
- ブリ類 - 1トン
- その他の魚類 - 1トン
- その他の水産動物類 - 4トン

### シラス
本港は、シラスが特産品として知られている。シラスとは、カタクチイワシなどイワシ類の稚魚のことで、チリメンジャコなどに加工して食べられている。
シラス漁は、毎年3月11日から12月31日までの約10ヶ月間にわたり、時化（荒天）でない限り毎日行われている（1月1日から3月10日までは、アユの稚魚を保護するため禁漁と定められている）。季節ごとの漁獲量には、4・5月、7月、10月の3回のピークがあり、特に10月には1日に2〜3回出漁される。通常は、未明に出漁し、朝のうちに帰港した後、再び別の魚の漁に出る、という流れで行われる。1日あたり平均約40kgのシラスが採れるという。
朝採れたシラスは、「生シラス」として朝市において販売されたり、「タタミイワシ」に加工すべく天日干しにされたりすることとなる。天日干しには丸一日を要するため、1日に複数回出漁した場合においても、天日干しされるのは未明の1回分のみとなる。
シラスには、チリメンジャコなど何種類かの加工形態が知られているが、本港は釜揚げシラス（かまあげしらす）が特によく知られている。釜揚げシラスとは、生シラス（加工されていないシラス）を茹でて水切りしたもののことで、そのまま食べることができる。但し、長期保存には向かないので、すぐに食べるのでなければ、チリメンジャコなど天日干しされているものを選ぶべきであるといえる。
シラスやその加工品などは、本港の朝市や、腰越駅付近の水産品店において入手することができるほか、横浜中央市場などにも出荷されているという。また、本港付近の飲食店では、本港で採れたシラスを利用した様々な料理を食べることができる。

## 歴史
この地での漁が、いつ頃から行われているのかは はっきりしていないが、『吾妻鏡』文治5年（1189年）6月13日の項に「腰越浦」との記載が見える事から、このころには既に漁が行われていたようである。
江戸時代になると周辺の５つの浦と共に鎌倉六ヶ浦の一つとして扱われ、初鰹を江戸城へ献上するなど各種御用を務める見返りとして漁業権が保証されていた。しかし延宝8年（1680年）に鎌倉六ヶ浦が江戸新肴場の付浦にされると、腰越浦で獲れた漁獲物を新肴場の商人達が独占的な立場を利用して買い叩くようになった。さらに脇売（新肴場を介さない漁獲物の販売）も厳しく規制されたため浦の漁民は酷く困窮した。
1727年（享保12年）5月に、腰越村を含む周辺の5つの村から出された訴状には、腰越村では38艘の船舶を有していたとする記述がある。

### 年表
- 1952年（昭和27年）5月28日 - 第1種漁港に指定される[1]。
漁港の区域
  - 水域:小動崎南端を中心として半径五百メートルの円内の海面及び神戸川最下流道路橋から下流の河川水面
  - 陸域:水域円弧内の県道片瀬鎌倉線[2]（県道を含まず。）から水際線までの地域
- 1987年（昭和62年）10月23日 - 航路標識として、腰越港防波堤灯台が置かれる[3]。
- 1998年（平成10年）11月5日 - 「腰越のまちづくりを考える-鎌倉市腰越漁港改修検討委員会」が設置される。
本港は、施設の老朽化や用地不足などの問題から、改修が必要となっており、鎌倉市がこれを検討してきた。そして、市民の意見を取り入れて改修計画を策定すべく、公募による市民6名、漁業関係者3名、学識経験者2名、神奈川県職員2名によって本委員会が設置された。この委員会の主催により、市民との意見交換会などが行われ、開発の方向性について一定の方針が固められた（外部リンクも参照のこと。）。
- 1999年（平成11年）9月 - 「腰越FISH & JAZZ」の第1回が行われる。
腰越地区の町内会・商店会によって構成される「腰越まちづくり市民懇話会」と腰越漁協の主催によって行われているイベント。本港の用地を使って、特産品の販売や、鎌倉市出身のジャズピアニストらによるジャズの演奏などが行われる。1999年以降、毎年9月下旬または10月上旬に開催されている。
- 2001年6月 - 第三管区海上保安本部が、腰越漁協を「救命胴衣着用モデル漁協」に指定。
遊漁船が多いことから、一般の釣り客の救命胴衣着用を推し進めるために指定された。また、この頃から、静岡県浜松市のスポーツ用品メーカー「ワイズギア」が、救命胴衣の開発にあたって、腰越漁協の漁師の協力を仰いでいる。

## 交通アクセス
- 江ノ島電鉄線腰越駅より南西に約100メートル。
藤沢から15分、鎌倉から22分
- 国道134号

## メディア
- YouTube「エガちゃんねる」江頭、天国の朝食を食べに行く（2023年5月8日）撮影協力：勘由丸 - 早朝の生しらす漁に全面密着